# Lamar Hunt
Lamar Hunt (El Dorado, 2 augustus 1932 – Dallas, 13 december 2006) was een Amerikaans ondernemer. Hij was vooral een promotor voor het American football, het Amerikaanse voetbal, het Amerikaanse basketbal en het Amerikaanse ijshockey.

## Opgezette clubs
| Oprichtingsjaar | Clubs                    | Sport             | Positie            |
| --------------- | ------------------------ | ----------------- | ------------------ |
| 1967            | Dallas Tornado           | voetbal           | oprichter/eigenaar |
| 1994            | Columbus Crew            | voetbal           | oprichter/eigenaar |
| 1995            | Kansas City Wizards      | voetbal           | oprichter/eigenaar |
| 2003            | FC Dallas                | voetbal           | eigenaar           |
| 1959            | Dallas Texans (AFL)      | American football | oprichter/eigenaar |
| 1962            | Kansas City Chiefs (AFL) | American football | eigenaar           |
| 1970            | Kansas City Chiefs (NFL) | American football | eigenaar           |

## Andere activiteiten
Voetbal: Mede-oprichter van de Major League Soccer evenals de voorganger van de MLS, de North American Soccer League.
American Football: Mede-oprichter van de American Football League.
Basketbal: Mede-oprichter en investeerder van de Chicago Bulls. Hij bleef deels eigenaar tot aan zijn dood.
Tennis: Mede-oprichter van het World Championship Tennis. Hierdoor kwam hij in 1993 in de internationale Tennis Hall of Fame.
IJshockey: Mede-oprichter van de Columbus Hockey Limited om een franchise te krijgen voor ijshockey in Columbus (Ohio). Na een verloren rechtszaak tegen de andere oprichter (John H. McConnell) verloor hij zijn aandeel in de Columbus Blue Jackets.
Amusementsparken: Oprichter van twee amusementsparken in Kansas City (Missouri), Worlds of Fun en Oceans of Fun. Tegenwoordig zijn deze parken in bezit van Cedar Fair Entertainment Company. Ook is Hunt de oprichter van SubTropolis

## Prijzen
- Voor bewezen diensten naar de stad Dallas. Lamar Hunt was geëerd tijdens de pauze van de Dallas Cowboys/Kansas City Chiefs wedstrijd in 2005
- Voor zijn prestatie om voetbal in de Verenigde Staten naar een professioneel niveau te brengen. Hiervoor werd hij in 1992 opgenomen in de National Soccer Hall of Fame en in 1999 de Medal of Honor. Deze prijs is slechts drie keer uitgegeven.
- De United States Soccer Federation veranderde de naam van de meest prestitieuze voetbalprijs in de Verenigde Staten. Van National Challenge Cup naar Lamar Hunt U.S. Open Cup in 1999.
- De trofee voor de kampioen in de American Football Conference is vernoemd naar Lamar Hunt.
- De winnaar van de Border Showdown football wedstrijd krijgt een trofee genaamd Lamar Hunt, de wedstrijd is sinds 2007 ook weer terug in Kansas City.
- Op 17 december 2006, in de wedstrijd tegen de San Diego Chargers, droegen de spelers van de Kansas City Chiefs een embleem met de initialen "LH" op de achterkant van hun helmen. Dit embleem werd gedragen tot het einde van het seizoen.
- Op 11 maart 2007 werd de Lamar Hunt Pioneer Cup wedstrijd gehouden tussen zijn eigen opgerichte voetbalteams, FC Dallas en Columbus Crew.
- In seizoen 2007 van de Major League Soccer droegen alle spelers een klein embleem met de initialen "LH" op hun arm.
- Op 20 februari 2008 werd Lamar Hunt opgenomen in de Hall of Famous Missourians in het Missouri State Capitol.
- De St. Mark's School in Texas heeft de naam van het stadion gewijzigd in het Lamar Hunt Stadium.

## Privéleven
Op 13 december 2006 overleed Hunt aan kanker. Hij was 42 jaar getrouwd met zijn tweede vrouw. Hij had vier kinderen, onder wie voorzitter van de Kansas City Chiefs Clark Hunt.